# Basket Team Crema 2012-2013
Il Basket Team Crema Serie A2 era sponsorizzato dalla TEC-MAR.

## Risultati stagionali

### Prima fase
La squadra giocava nel girone Nord,al termine della cui stagione giungeva al 4º posto conseguendo il diritto alla disputa dei play-off.
|  |     | Classifica 2012-2013           | Pt | G  | V  | P  | PtF  | PtS  |
|  | --- | ------------------------------ | -- | -- | -- | -- | ---- | ---- |
|  | 1.  | Umana Venezia                  | 50 | 26 | 25 | 1  | 1834 | 1415 |
|  | 2.  | Fila San Martino di Lupari     | 42 | 26 | 21 | 5  | 1727 | 1347 |
|  | 3.  | Lops Arredi Milano             | 40 | 26 | 20 | 6  | 1617 | 1360 |
|  | 4.  | Tec-Mar Crema                  | 32 | 26 | 16 | 10 | 1692 | 1567 |
|  | 5.  | Sernavimar Marghera            | 30 | 26 | 15 | 11 | 1532 | 1479 |
|  | 6.  | Delser Udine                   | 26 | 26 | 13 | 13 | 1450 | 1446 |
|  | 7.  | San Paolo Alghero              | 26 | 26 | 13 | 13 | 1662 | 1626 |
|  | 8.  | OMC Cignoli Broni              | 26 | 26 | 13 | 13 | 1513 | 1512 |
|  | 9.  | Interclub Muggia               | 22 | 26 | 11 | 15 | 1476 | 1612 |
|  | 10. | Virtus Cagliari                | 18 | 26 | 9  | 17 | 1498 | 1613 |
|  | 11. | Basket San Salvatore Selargius | 18 | 26 | 9  | 17 | 1506 | 1707 |
|  | 12. | Sea Logistic Valmadrera        | 16 | 26 | 8  | 18 | 1435 | 1601 |
|  | 13. | Manzi Estintori Cremona        | 12 | 26 | 6  | 20 | 1434 | 1673 |
|  | 14. | Basket Biassono                | 6  | 26 | 3  | 23 | 1270 | 1688 |

### Play off

#### Quarti di finale
| Squadra 1     | Totale | Squadra 2         | Gara 1 | Gara 2 | Gara 3 |
| ------------- | ------ | ----------------- | ------ | ------ | ------ |
| Tec-Mar Crema | 2-0    | San Paolo Alghero | 62-56  | 71-60  |        |

#### Semifinali
| Squadra 1          | Totale | Squadra 2     | Gara 1 | Gara 2 | Gara 3 |
| ------------------ | ------ | ------------- | ------ | ------ | ------ |
| Lops Arredi Milano | 2-1    | Tec-Mar Crema | 66-56  | 64-65  | 69-54  |

## Roster A2 2012-2013
|  | Naz.               | Ruolo | Sportivo               | Anno | Alt. |  |  |
|  | ------------------ | ----- | ---------------------- | ---- | ---- |  |  |
|  | Italia (bandiera)  | AC    | Cristina Biasini       | 1981 | 178  |  |  |
|  | Italia (bandiera)  | G     | Paola Caccialanza      | 1989 | 178  |  |  |
|  | Italia (bandiera)  | G     | Martina Capoferri      | 1991 | 174  |  |  |
|  | Italia (bandiera)  | C     | Gilda Cerri            | 1990 | 185  |  |  |
|  | Italia (bandiera)  | P     | Camilla Conti          | 1994 | 169  |  |  |
|  | Polonia (bandiera) | G     | Magdalena Losi Kozdron | 1980 |      |  |  |
|  | Italia (bandiera)  | A     | Martina Picotti        | 1990 | 184  |  |  |
|  | Italia (bandiera)  | P     | Norma Rizzi            | 1993 | 172  |  |  |
|  | Italia (bandiera)  | G     | Angelica Sforza        | 1994 | 175  |  |  |

### Staff tecnico
| Allenatore:       | Giancarlo Giroldi |
| Primo assistente: | Daniela Doldi     |